# Eduard Blösch

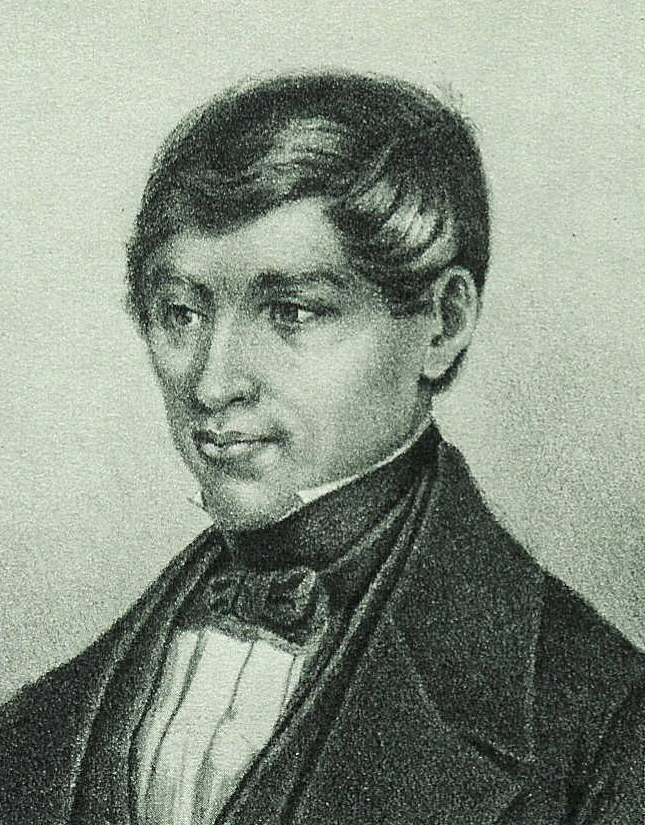
Eduard Eugen Blösch

Eduard Eugen Blösch (Biel, 1 februari 1807 - Bern, 7 februari 1866) was een Zwitsers politicus.

## Opleiding en carrière
Eduard Blösch bezocht tussen 1823 en 1826 het gymnasium van Biel. Vervolgens studeerde hij rechten in Bern en Heidelberg. Tijdens zijn studie sloot hij zich aan bij de studentenvereniging Zofingia. In 1830 promoveerde hij en vestigde hij zich als notaris en advocaat in Bern. Hij was aanvankelijk werkzaam op het advocatenkantoor van zijn zwager maar was daarna zelfstandig advocaat. In 1843 wees hij een leerstoel (hoogleraarspost) aan de Universiteit van Bern af. In 1844, na de dood van zijn broer Karl werd hij medewerker bij de Volksfreund ("Volksvriend"), sinds 1845 bij de Berner Volkszeitung ("Berner Volkskrant").

## Politieke carrière
Eduard Blösch was tussen 1838 en 1866, met tussenpozen, lid van de Grote Raad van Bern, het kantonsparlement. Van 1 januari tot 31 december 1841 en van 1 januari tot 31 december 1843 was hij Landammann van het kanton Bern. In 1841 was hij gezant bij de Tagsatzung. Blösch, aanvankelijk een liberaal, sloot zich na de machtsovername van de Radicale Partij (voorloper van de huidige Vrijzinnig Democratische Partij) aan bij de Gereformeerde Conservatieve Partij. Hij werd in 1846 in de grondwetgevende vergadering gekozen.

### Voorzitter van de Regeringsraad van Bern
Eduard Blösch werd na verkiezingszege van de conservatieven in 1850 lid van de Regeringsraad (directeur Kerkelijke Aangelegenheden) en voorzitter van de Regeringsraad (dat wil zeggen regeringsleider) van het kanton Bern (1 juni 1850). Hij sloot zijn eerste termijn als voorzitter van de Regeringsraad op 31 mei 1851 af en werd opgevolgd door partijgenoot Ludwig von Fischer. Van 1 juni 1852 tot 31 mei 1853, van 1 juni 1854 tot 31 mei 1855 en van 1 juni 1856 tot 31 mei 1857 was hij opnieuw voorzitter van de Regeringsraad van het kanton Bern. In 1856 trad hij als lid van de Regeringsraad af.

### Federaal politicus
Van 1850 tot 1851 was hij lid van de Kantonsraad (Eerste Kamer Bondsvergadering) en van 1851 tot 1856 was hij lid van de Nationale Raad (Tweede Kamer Bondsvergadering). Van 1855 tot 1856 was hij voorzitter van de Nationale Raad. In 1854 werd hij bondsrechter (dat wil zeggen federaal rechter).
Blösch, aanhanger van een conservatief gekleurd liberalisme, was gekant tegen de ideeën van de radicalen en verfoeide revoluties alsook het daarmee gepaard gaande geweld. Hij was zeer gelovig (Gereformeerd) en stond een politiek van "Freiheit mit Ordnung" ("Vrijheid met Ordelijkheid") voor. Zijn tegenstanders (radicalen) noemden hem een reactionair. Hij was een voorstander van een federale staat.
Naast jurist en politicus was Blösch ook militair. Hij was kolonel in het Zwitserse leger en van 1847 tot 1866 hoofdauditeur van het leger.

## Familie
Eduard Eugen Blösch was tweemaal getrouwd geweest. Zijn eerste huwelijk (1832) was met Rosina Elisabeth Schnell, zijn tweede huwelijk (1844) met Julie Elisabeth Lichtenhahn, dochter van Dr. Karl Johann Lichtenhahn (1805-1860), grondbezitter en politicus. Zijn uit zijn eerste huwelijk geboren zoon Emil Blösch (1838-1900) was dominee en bijzonder hoogleraar in de Kerkgeschiedenis.